# Liste de fromages corses
- Haut – A
- B
- C
- D
- E
- F
- G
- H
- I
- J
- K
- L
- M
- N
- O
- P
- Q
- R
- S
- T
- U
- V
- W
- X
- Y
- Z

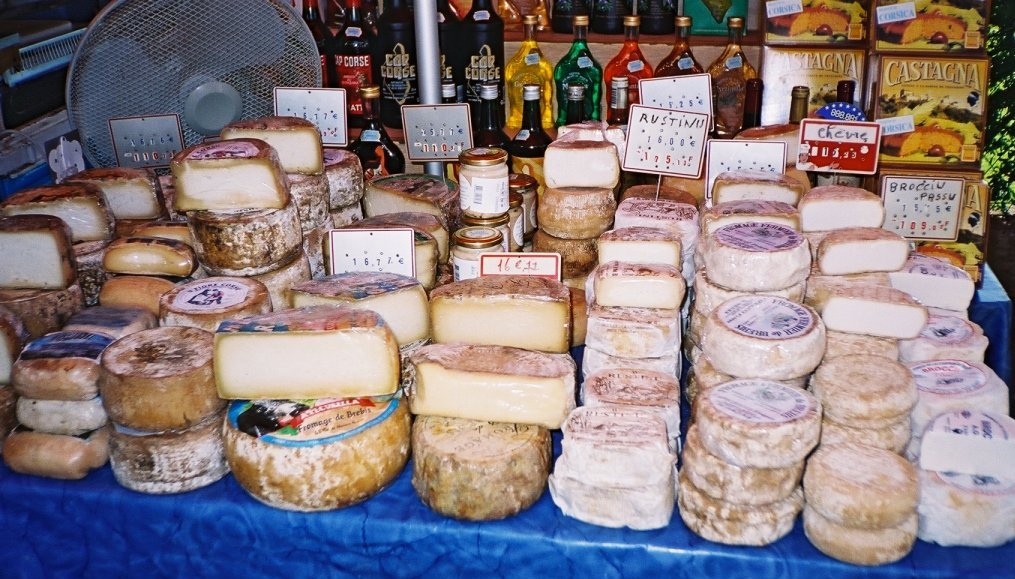
Fromages traditionnels corses.

Outre le brocciu, forme de brousse, les fromages traditionnels corses sont usuellement classés en cinq types caractéristiques, qui tiennent leur nom de leur aire de production (Bastelica, Calenzana, Niolo, Sartène et Venaco). Les fromages produits ailleurs sur l'île sont des variantes intermédiaires entre ces cinq catégories de fromages.

## B
- Bastilicacciu
- Brocciu

## C
- Calinzanincu
- Casgiu merzu

## N
- Niulincu

## S
- Sartinesu

## V
- Venachese